# Saulieu
Saulieu est une commune française située dans le département de la Côte-d'Or en région Bourgogne-Franche-Comté et membre du parc naturel régional du Morvan.
En bourguignon-morvandiau, on dit Saûyeu. Ses habitants sont appelés les Sédélociens.

## Géographie

### Situation
Paris est au nord-ouest (250 km), Dijon à l'est (74 km), Beaune au sud-est (62 km), Avallon au nord-ouest (39 km), Autun au sud (40 km).

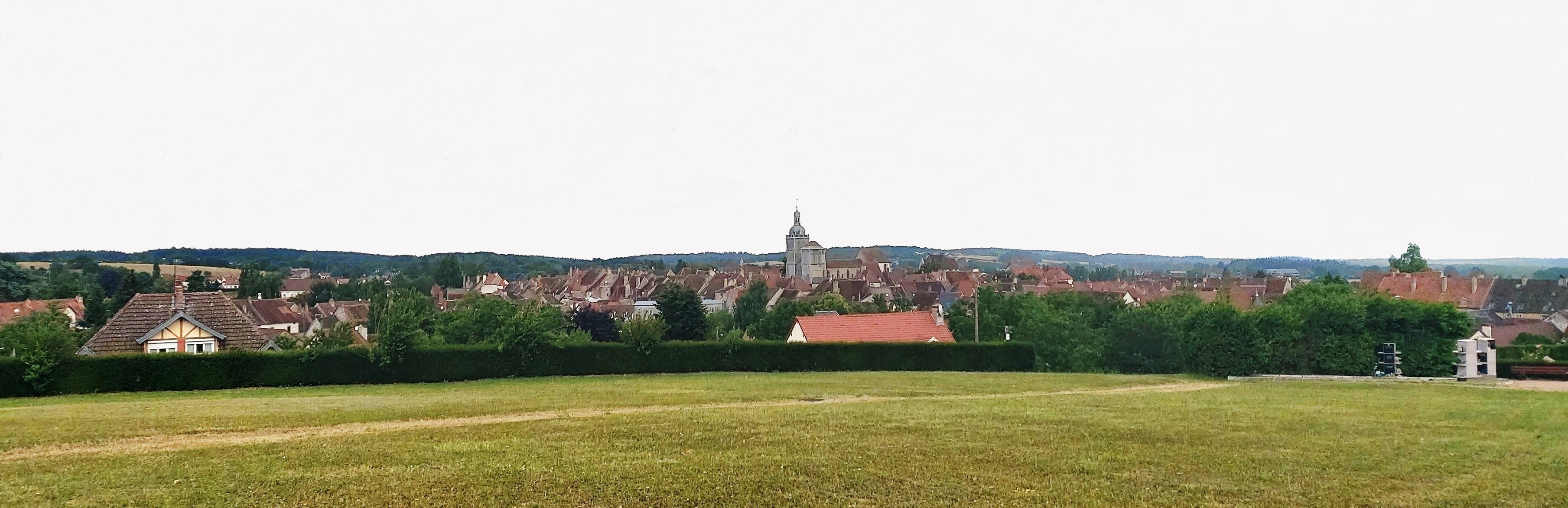
Vue d'ensemble

### Hydrographie
Saulieu est sur une hauteur : aucun cours d'eau ne traverse le bourg. Mais plusieurs prennent leur source dans la commune :

au sud, prend naissance le ruisseau de la Prée qui alimente le lac de Chamboux sur la commune voisine Saint-Martin-de-la-Mer ; 

la Baigne sert de limite de commune au sud-est, et son affluent de rive gauche, le ruisseau de la Come au Fou, traverse d'ouest en est la pointe sud de la commune ; 

le ruisseau de Saulieu prend naissance au pied du bourg et s'éloigne vers l'est pour rejoindre lui aussi la Baigne à Villargoix voisin ; 

au nord-est le ruisseau de Champmonin alimente l'étang de la Préamée avant de quitter la commune pour celle de Villargoix ; 

l'Argentalet naît à l'ouest du bourg et remonte vers le nord, alimentant quatre étangs avant de rejoindre la commune de Saint-Didier.

### Communes limitrophes
| Saint-Didier       | Montlay-en-Auxois      |                             |
| Champeau-en-Morvan | Saulieu                | Villargoix                  |
|                    | Saint-Martin-de-la-Mer | Thoisy-la-Berchère Liernais |

### Climat
Pour des articles plus généraux, voir Climat de la Bourgogne-Franche-Comté et Climat de la Côte-d'Or.
En 2010, le climat de la commune est de type climat de montagne, selon une étude du Centre national de la recherche scientifique s'appuyant sur une série de données couvrant la période 1971-2000. En 2020, Météo-France publie une typologie des climats de la France métropolitaine dans laquelle la commune est exposée à un climat océanique altéré et est dans la région climatique  Lorraine, plateau de Langres, Morvan, caractérisée par un hiver rude (1,5 °C), des vents modérés et des brouillards fréquents en automne et hiver. 
Pour la période 1971-2000, la température annuelle moyenne est de 10,2 °C, avec une amplitude thermique annuelle de 16,8 °C. Le cumul annuel moyen de précipitations est de 1 107 mm, avec 13,4 jours de précipitations en janvier et 8,5 jours en juillet. Pour la période 1991-2020, la température moyenne annuelle observée sur la station météorologique de Météo-France la plus proche, « Dun_sapc », sur la commune de Dun-les-Places à 16 km à vol d'oiseau, est de 10,4 °C et le cumul annuel moyen de précipitations est de 1 181,7 mm,. Pour l'avenir, les paramètres climatiques de la commune estimés pour 2050 selon différents scénarios d'émission de gaz à effet de serre sont consultables sur un site dédié publié par Météo-France en novembre 2022.

## Urbanisme

### Typologie
Au 1er janvier 2024, Saulieu est catégorisée bourg rural, selon la nouvelle grille communale de densité à 7 niveaux définie par l'Insee en 2022.
Elle appartient à l'unité urbaine de Saulieu, une unité urbaine monocommunale constituant une ville isolée,. La commune est en outre hors attraction des villes,.

### Occupation des sols
L'occupation des sols de la commune, telle qu'elle ressort de la base de données européenne d’occupation biophysique des sols Corine Land Cover (CLC), est marquée par l'importance des territoires agricoles (59 % en 2018), en diminution par rapport à 1990 (60,9 %). La répartition détaillée en 2018 est la suivante : 
prairies (53,1 %), forêts (34 %), zones urbanisées (5,9 %), zones agricoles hétérogènes (4,7 %), terres arables (1,3 %), milieux à végétation arbustive et/ou herbacée (1,2 %). L'évolution de l’occupation des sols de la commune et de ses infrastructures peut être observée sur les différentes représentations cartographiques du territoire : la carte de Cassini (XVIIIe siècle), la carte d'état-major (1820-1866) et les cartes ou photos aériennes de l'IGN pour la période actuelle (1950 à aujourd'hui).

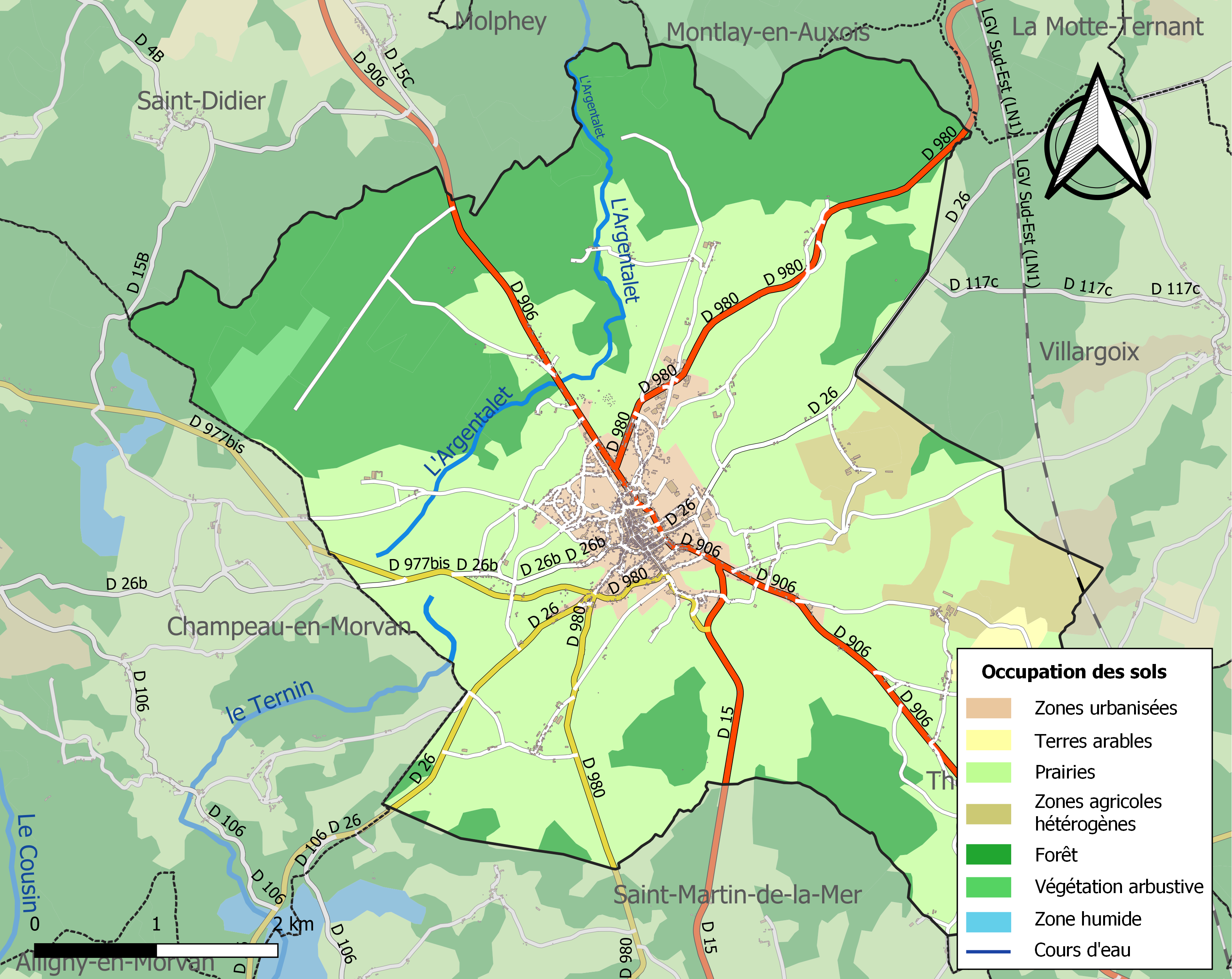
Carte des infrastructures et de l'occupation des sols de la commune en 2018 (CLC).

### Transports

#### Routes
Saulieu est à un croisement de plusieurs routes départementales importantes : D906 (ex-nationale 6) D980, D977bis, D15, D26. Un réseau de petites routes locales dessert les villages et hameaux de la commune.
L'autoroute A6 est accessible vers le nord par le péage de Bierre-lès-Semur (21 km N-N-E) et vers le sud par le péage de Pouilly-en-Auxois (32 km à l'est). Le même péage de Pouilly-en Auxois est à une extrémité de la A38 qui mène à Dijon, où se croisent la A31 et la A36.

#### Trains

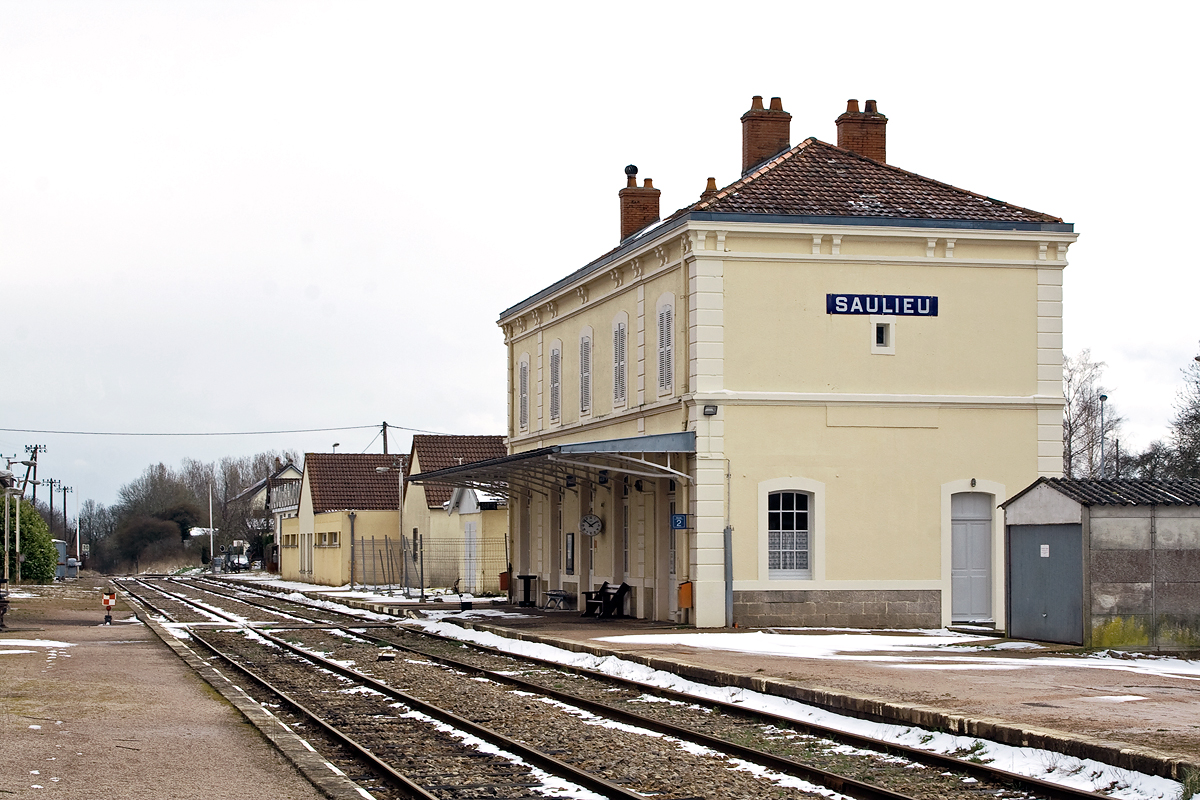
La gare en 2008.

La gare SNCF de Saulieu, située sur la ligne de Cravant - Bazarnes à Dracy-Saint-Loup, fut desservie par des trains de voyageurs jusqu'en 2011.
Depuis 2015 et la fermeture de la ligne au service des marchandises, la gare de Saulieu n'est plus desservie que par le réseau régional d'autocars Mobigo (lignes régionales n°118, 120 et 123). 
Les gares les plus proches se trouvent à: 

Avallon (lignes de Cravant - Bazarnes à Dracy-Saint-Loup et d'Avallon à Nuits-sous-Ravières : TER Bourgogne-Franche-Comté, Fret SNCF) ; 

Beaune (ligne de Paris-Lyon à Marseille-Saint-Charles : TGV, TER Bourgogne-Franche-Comté, Fret SNCF) ; 

et Dijon (lignes de Paris-Lyon à Marseille, Dijon à Is-sur-Tille, Dijon à Saint-Amour, et Dijon à Vallorbe (frontière) : TGV Lyria, TGV, TER).

#### Transports aériens
L'aérodrome de Saulieu - Liernais (activités de loisirs et de tourisme (aviation légère)) est à 7 km au sud-est de la ville.
L'aéroport le plus proche est celui de Dijon-Bourgogne.

## Toponymie
Le nom de la localité est attesté sous les formes 
- Siduo (borne milliaire);
- Sidolocus au IIe siècle (Desjardins, Table de Peutinger, p. 30);
- Sidiloucus ou Sidoloucum au IIe siècle (Desjardins, Table de Peutinger, p. 30, d’après Itinéraire d’Antonin);
- Sedelaucus au IVe siècle (Cougny, II, p. 110, d’après Ammien Marcellin, l. XVI, chap. II);
- Sidilocus au IXe siècle (Loup de Ferrières);
- Sedeloco vico à l'époque mérovingienne (Prou, Monnaie mérovingienne, p. 37);
- [Locus Sancti Andochii] Sedelocense en 722 (cartulaire de Flavigny, copie Bouhier, p. 2);
- [Sanctus Andochius] Sedeloco en 877-879 (Lex, Docum., p. 9);
- Sedilocus en 1223 (G 3347);
- Saaleu en 1269 (Fontenay, H 582);
- Saulieu en 1399 (Lex, Invent., H 1527)[15].

Xavier Delamarre analyse Sido-loucoum, sur locu « lac », peut-être originellement *lokuā sans labialisation. 
Le vieil irlandais a loch, génitif locho « lac, marais, bras de mer ». 
Le gallois llwch « lac » et le breton loc'h « étang, marais » sont empruntés au vieil irlandais. 
L'évolution en -lieu est régulière en langue d'oïl et s'apparente à celle du latin locus > français lieu. 
Le premier élément Sido- (Siduo) peut représenter le toponyme originel et n'est pas expliqué par cet auteur.

## Histoire
Le territoire de la commune était habité dès l'époque gallo-romaine comme l'attestent les stèles gravées et les tombes retrouvées sur les collines qui dominent le bourg actuel, ainsi que l'inscription de son nom sur la Table de Peutinger.
Aux XIIe et XIIIe siècles, la famille féodale de Saulieu, vassale des évêques d'Autun, dirige la ville : Guillaume Ier vers 1147 (chevalier), Guillaume II vers 1198 (chevalier, seigneur de Montbroin, vicomte et maire de Saulieu), Geoffroy vers 1252 (chevalier, vicomte et maire de Saulieu), puis Guillaume III vers 1276 (chevalier, vicomte et maire de Saulieu). L'unique fille de Guillaume III de Saulieu, dernière représentante de la branche aînée des vicomtes, épouse Ponce de Trechery et vend la vicomté en 1288.
En 1359, pendant la guerre de Cent Ans, la ville est brûlée par les troupes anglaises.
À partir de 1409, l'évêque d'Autun fait reconstruire les murailles de la ville. Ce même siècle, un hôpital est fondé.
Saulieu, petite cité commerçante dispose au Moyen Âge d'un marché où se négocient les céréales (blé, orge, avoine, seigle, méteil) et il s'y tient deux foires annuelles. Au XVIe siècle, elle est un centre important de tannage et pelleterie.
Située sur la ligne à voie unique de Cravant - Bazarnes (Yonne) à Dracy-Saint-Loup (Saône-et-Loire), Saulieu a bénéficié du train pour les voyageurs de 1882 à novembre 2011.
Pendant la Seconde Guerre mondiale, Saulieu est libérée le 10 septembre 1944, lorsque le 2e régiment de dragons (débarqué en Provence) et le U.S. 86th Cavalry Reconnaissance Squadron (Mechanized) débarqué en Normandie font leur jonction sur la commune,.

### Le Tacot du Morvan
Au début du XXe siècle, la commune était desservie par la ligne surnommée Tacot du Morvan : le chemin de fer de Corbigny à Saulieu.
Sa gare terminus était située aux côtés de la gare de la liaison PLM. La ligne disposait ensuite de deux autres arrêts dans la commune aux lieux-dits le Fourneau et Montivent.
Le trafic voyageurs fut stoppé le 15 mars 1939.

## Politique et administration

### Liste des maires
| Période                                  | Période                     | Identité               | Étiquette              | Qualité |
| ---------------------------------------- | --------------------------- | ---------------------- | ---------------------- | --- |
| Les données manquantes sont à compléter. |                             |                        |                        | |
| Début XXe siècle                         | ?                           | Alfred Guillaume       | Rad.ind.               | Vétérinaire Conseiller général du canton de Saulieu (1928 → 1940) |
|                                          |                             |                        |                        | |
| 1945                                     | mars 1965                   | Marcel Roclore         | CNI                    | Médecin, ministre (1947) Député de la Côte-d'Or (1945 → 1951 puis 1956 → 1962) Conseiller général du canton de Saulieu (1945 → 1966) Président du conseil général de la Côte-d'Or (1951 → 1966)                  |
| mars 1965                                | janvier 1970 (démission)    | Eliane de Wignacourt   | UDR                    | |
| avril 1970 [réf. nécessaire]             | 6 novembre 1974 (décès)     | Auguste Hervey         | RI                     | Conseiller général du canton de Saulieu (1967 → 1974) |
| 13 décembre 1974                         | juin 1995                   | Philippe Lavault       | Centre gauche puis UDF | Médecin Conseiller général du canton de Saulieu (1975 → 1994) Vice-président du conseil général de la Côte-d'Or                                                                                                  |
| juin 1995                                | 21 mars 2008                | Patrice Vappereau      | DVD puis NC-UDI        | |
| 21 mars 2008                             | 16 octobre 2017 (démission) | Anne-Catherine Loisier | DVD puis UDI           | Gestionnaire de forêts Sénatrice de la Côte-d'Or (2014 → ) Conseillère régionale de Bourgogne (1998 → 2010) Conseillère générale du canton de Saulieu (1994 → 2014) Présidente de la CC de Saulieu (2008 → 2017) |
| 16 octobre 2017                          | 2020                        | Jean-Philippe Meslin   | DVD                    | Agent CEA |
| 2020                                     | en cours                    | Martine Mazilly        | Sans étiquette         | |

### Jumelages
- Gau-Algesheim (Allemagne) depuis 1964
- Philippeville (Belgique) depuis 1961
- Caprino Veronese (Italie) depuis 2003

## Population et société

### Démographie
L'évolution du nombre d'habitants est connue à travers les recensements de la population effectués dans la commune depuis 1793. Pour les communes de moins de 10 000 habitants, une enquête de recensement portant sur toute la population est réalisée tous les cinq ans, les populations de référence des années intermédiaires étant quant à elles estimées par interpolation ou extrapolation. Pour la commune, le premier recensement exhaustif entrant dans le cadre du nouveau dispositif a été réalisé en 2008.

En 2022, la commune comptait 2 269 habitants, en évolution de −7,05 % par rapport à 2016 (Côte-d'Or : +0,82 %, France hors Mayotte : +2,11 %).
| 1793  | 1800  | 1806  | 1821  | 1836  | 1841  | 1846  | 1851  | 1856  |
| ----- | ----- | ----- | ----- | ----- | ----- | ----- | ----- | ----- |
| 2 757 | 1 885 | 3 102 | 2 415 | 3 023 | 2 922 | 2 840 | 2 723 | 2 617 |

| 1861  | 1866  | 1872  | 1876  | 1881  | 1886  | 1891  | 1896  | 1901  |
| ----- | ----- | ----- | ----- | ----- | ----- | ----- | ----- | ----- |
| 3 733 | 3 730 | 3 702 | 3 750 | 3 875 | 3 788 | 3 681 | 3 672 | 3 583 |

| 1906  | 1911  | 1921  | 1926  | 1931  | 1936  | 1946  | 1954  | 1962  |
| ----- | ----- | ----- | ----- | ----- | ----- | ----- | ----- | ----- |
| 3 507 | 3 397 | 3 134 | 3 114 | 3 094 | 3 121 | 3 061 | 3 202 | 3 269 |

| 1968  | 1975  | 1982  | 1990  | 1999  | 2006  | 2008  | 2013  | 2018  |
| ----- | ----- | ----- | ----- | ----- | ----- | ----- | ----- | ----- |
| 3 303 | 2 946 | 3 084 | 2 917 | 2 837 | 2 643 | 2 588 | 2 490 | 2 385 |

| 2022  | - | - | - | - | - | - | - | - |
| ----- | - | - | - | - | - | - | - | - |
| 2 269 | - | - | - | - | - | - | - | - |

### Sports
- Racing Club Saulieu (club de rugby).
- Les Chipies (section rugby féminines).
- Cyclisme Club Saulieu (organisateur de « Ride The Morvan », randonnée VTT qui se déroule le dernier week-end de juillet sillonnant les paysages du Morvan).
- Saulieu Basket Club (club de basketball).
- Entente Sportive Morvandelle (club de football)

### Santé

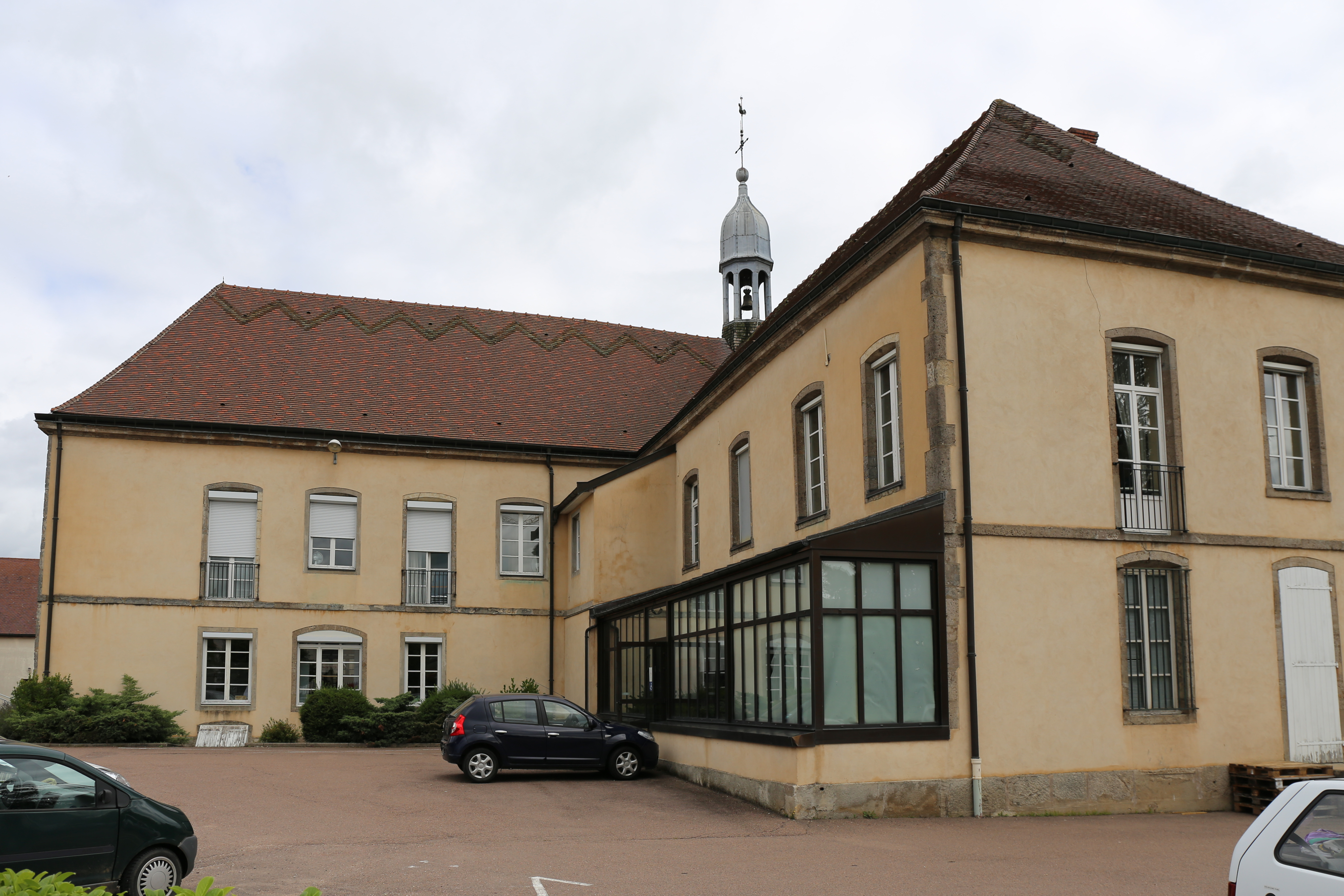
Hôpital de Saulieu.

L'hôpital de Saulieu, au 2 rue Courtépée, a été fondé au XVe siècle.

## Économie

### Industrie
Une importante fabrique de maroquinerie du groupe Maroquinerie Thomas est installée à Saulieu et compte 180 salariés en 2018.

### Entreprise remarquable

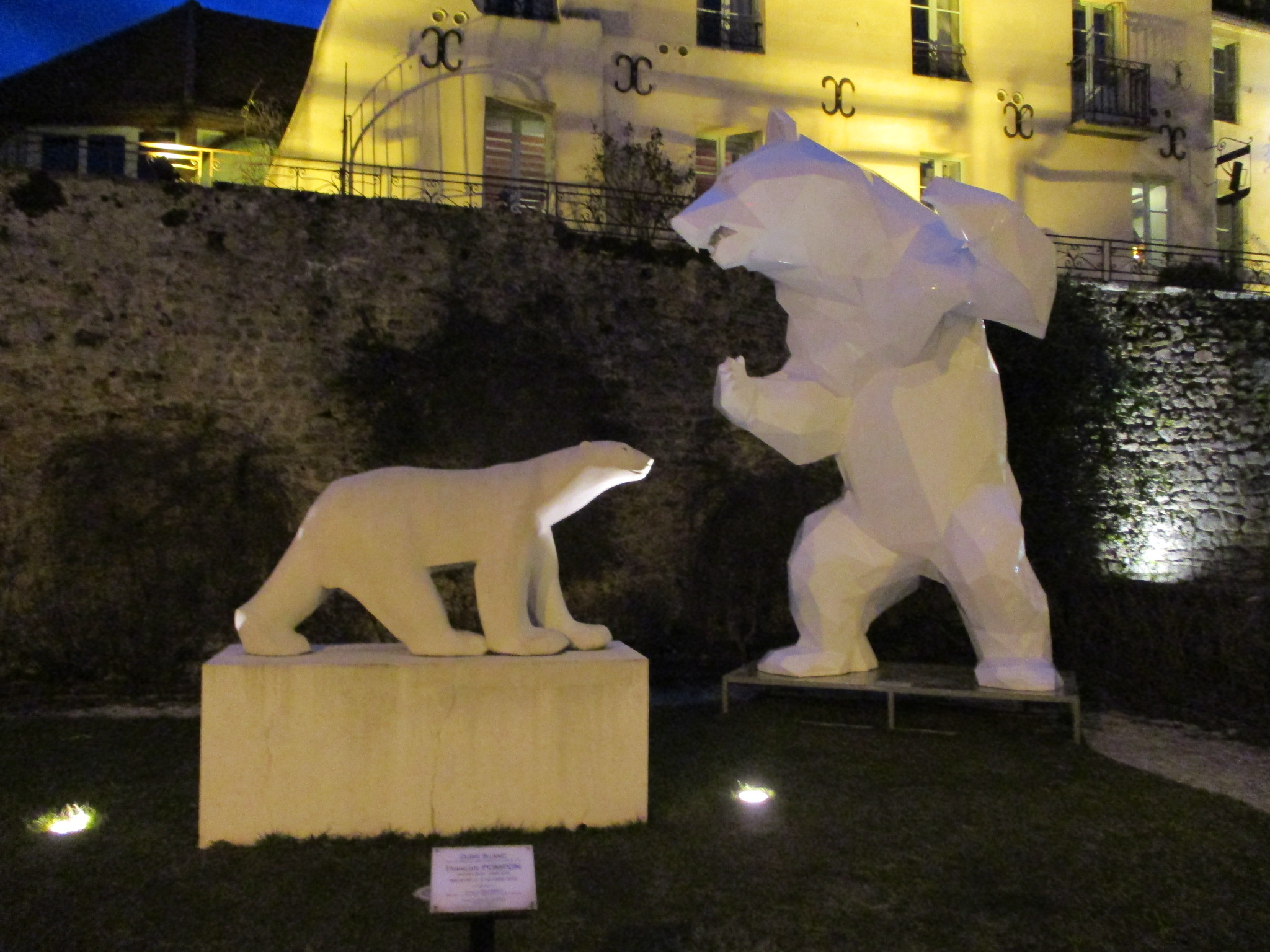
L'ours blanc, devant La Côte d'Or.

Lorsque les voyageurs partaient le matin de Paris pour Lyon par la N 6, Saulieu devenait l'étape pour le déjeuner. Parmi les restaurants de la ville, La Côte d'Or, 3 étoiles au Guide Michelin, d'Alexandre Dumaine, Bernard Loiseau puis Patrick Bertron est une institution gastronomique qui a su transcender au fil du temps les épreuves comme les mises en service de l'A6, du TGV et la succession des grands chefs. 
Les autres restaurants renommés de la ville sont l’Hostellerie de la Tour d’Auxois, L'Hôtel de la Poste, et le Sédélocien.
Le Café parisien contribue à l'animation de la rue commerçante principale depuis 1832. Il a conservé son décor d'origine et est classé parmi les "Cafés historiques et patrimoniaux de France et d'Europe" depuis 2008.

## Culture locale et patrimoine

### Lieux et monuments
- Musée François Pompon.
- Basilique Saint-Andoche, église de style roman construite vers 1130-1140 ; et ses 28 pièces de mobilier inscrites MH[29].
- Tombeau de Saint Andoche. Évangéliaire dit « de Charlemagne ».
- Église Saint-Saturnin.
- Cimetière municipal (tombes gallo-romaines).
- Cimetière Saint-Saturnin, tombes du sculpteur François Pompon et du cuisinier Bernard Loiseau.
- Fontaine Saint-Andoche dite fontaine Caristie, de l'architecte Jean-Baptiste Caristie (1714-1755).
- Taureau, ours blanc et condor de François Pompon.
- Lavoir de Boignard.
- Hôpital, fondé au XVe siècle, reconstruit dans la première moitié du XVIIIe siècle, en partie inscrit MH (grille d'entrée et ses piliers ; façades et toitures du bâtiment au plan en T et du bâtiment avec l'ancienne tour d'enceinte ; intérieur de la chapelle) depuis 1984[30].

### Galerie

Quelques vues de Saulieu
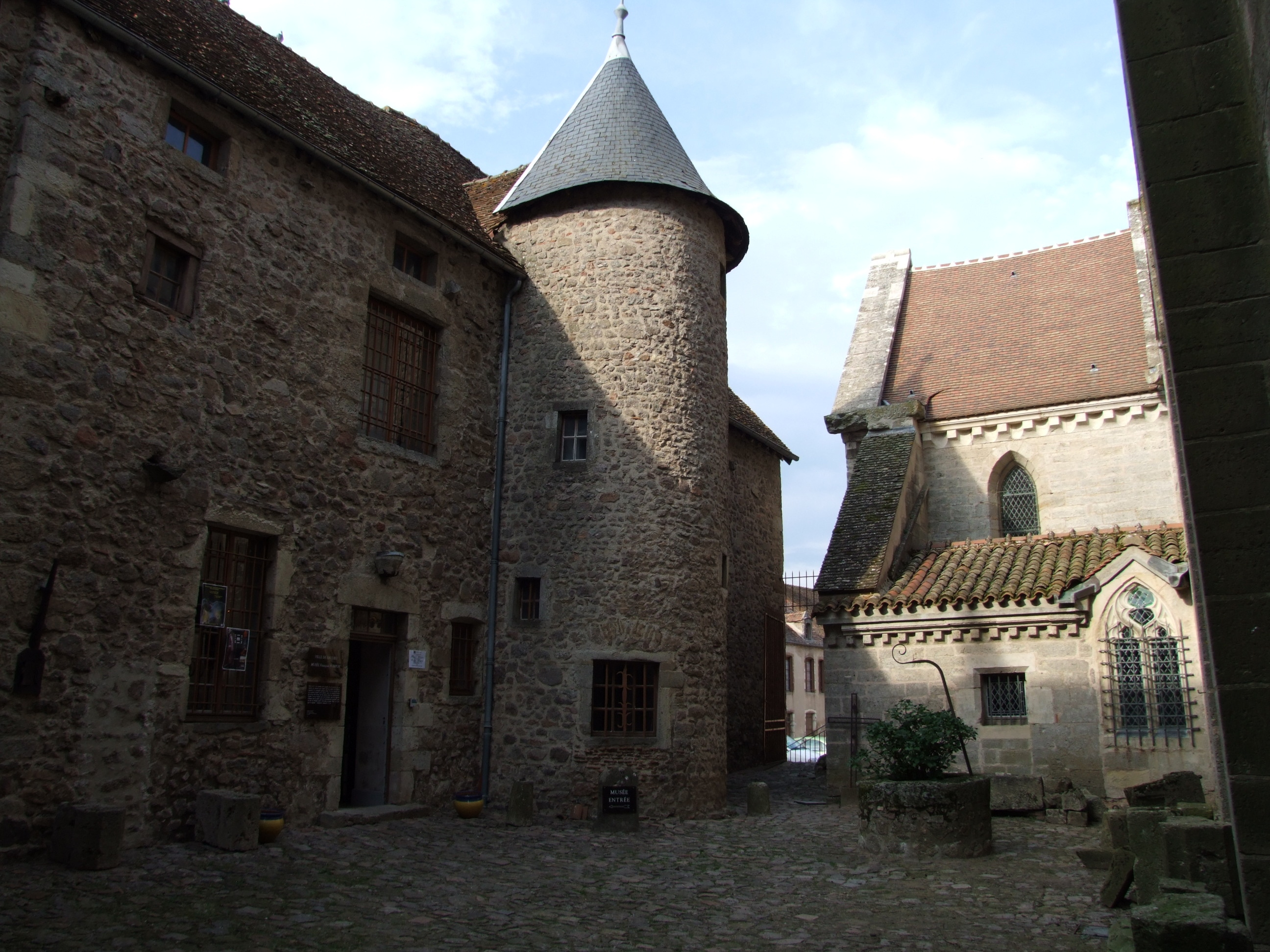
Musée François Pompon.
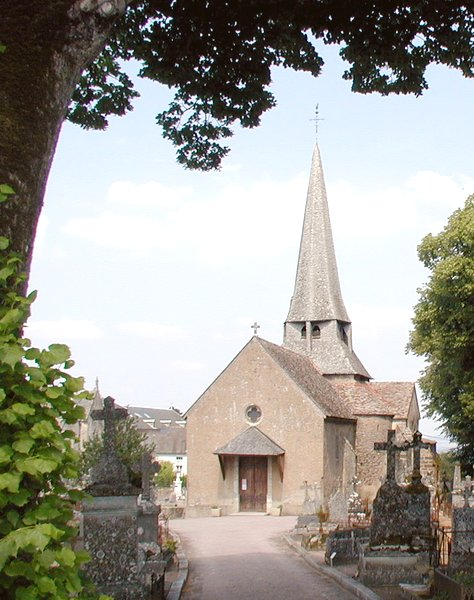
Église Saint-Saturnin (XIIIe siècle).
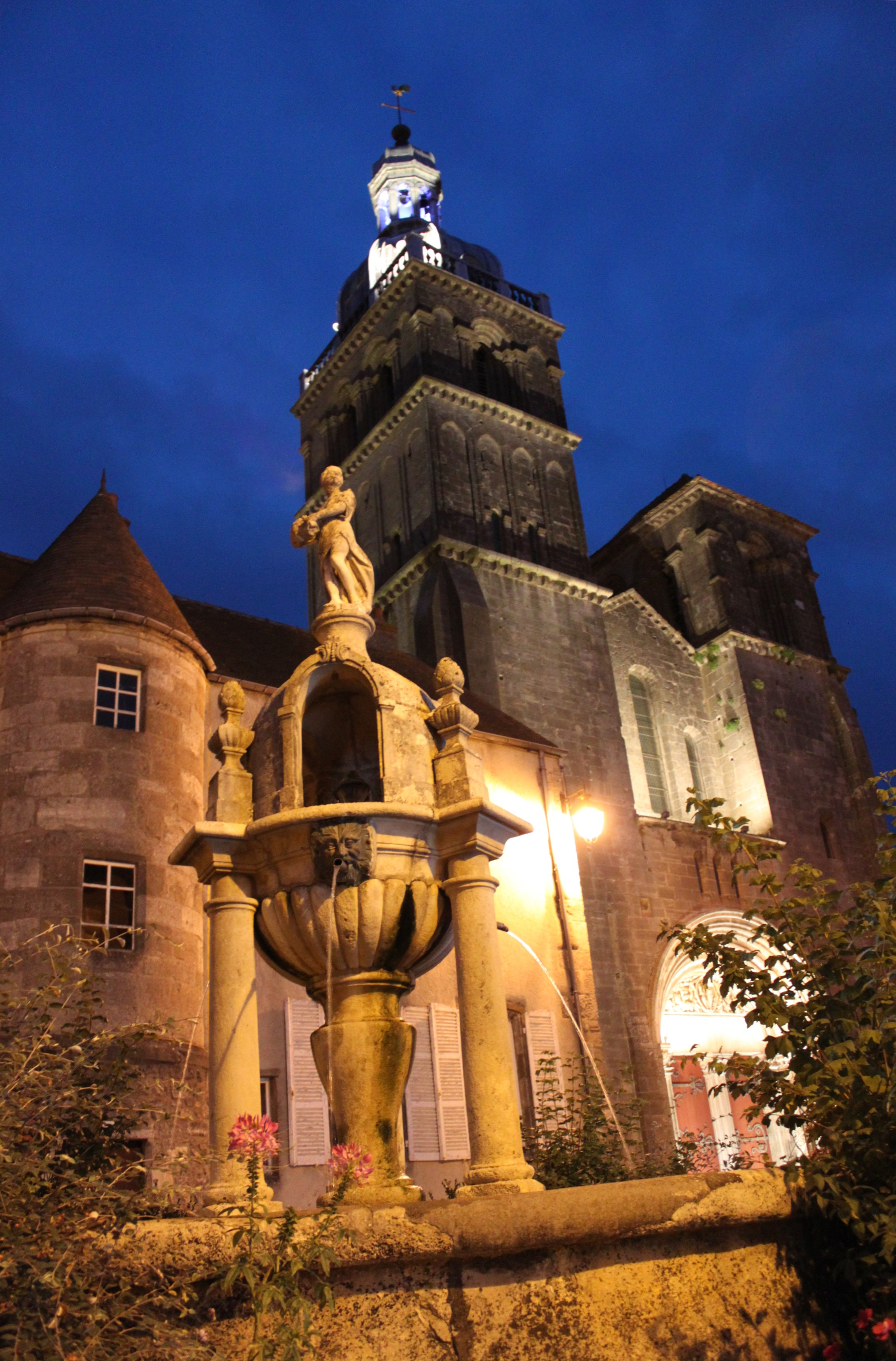
Fontaine Saint-Andoche devant la basilique Saint-Andoche.
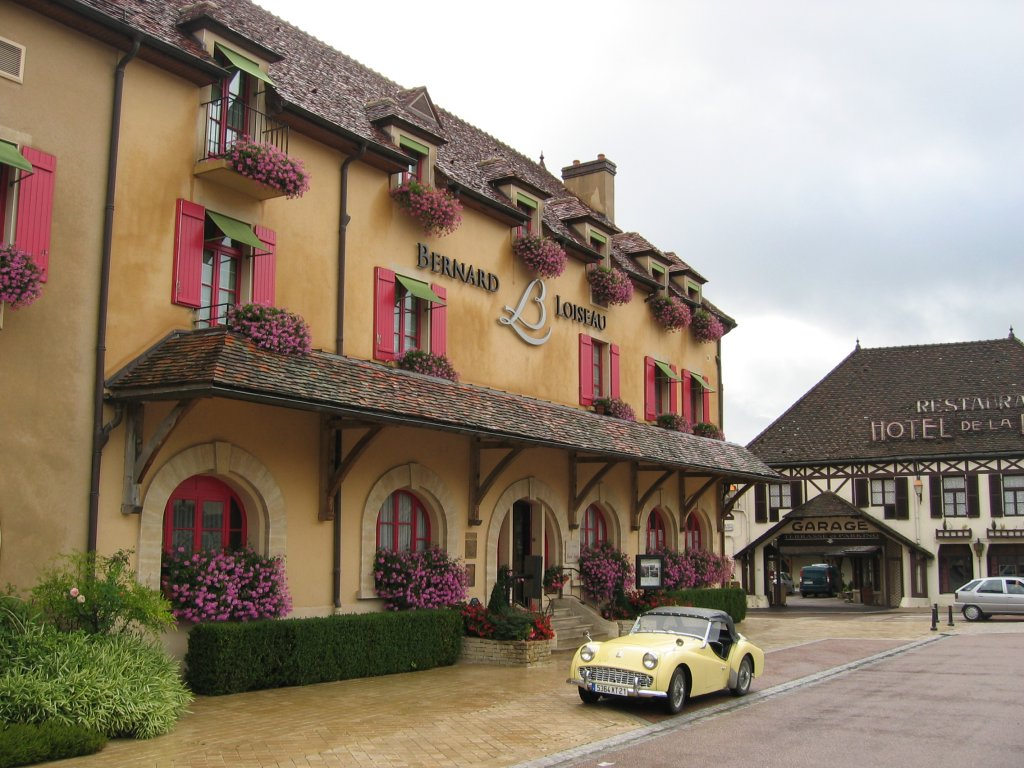
Restaurant La Côte d'Or.

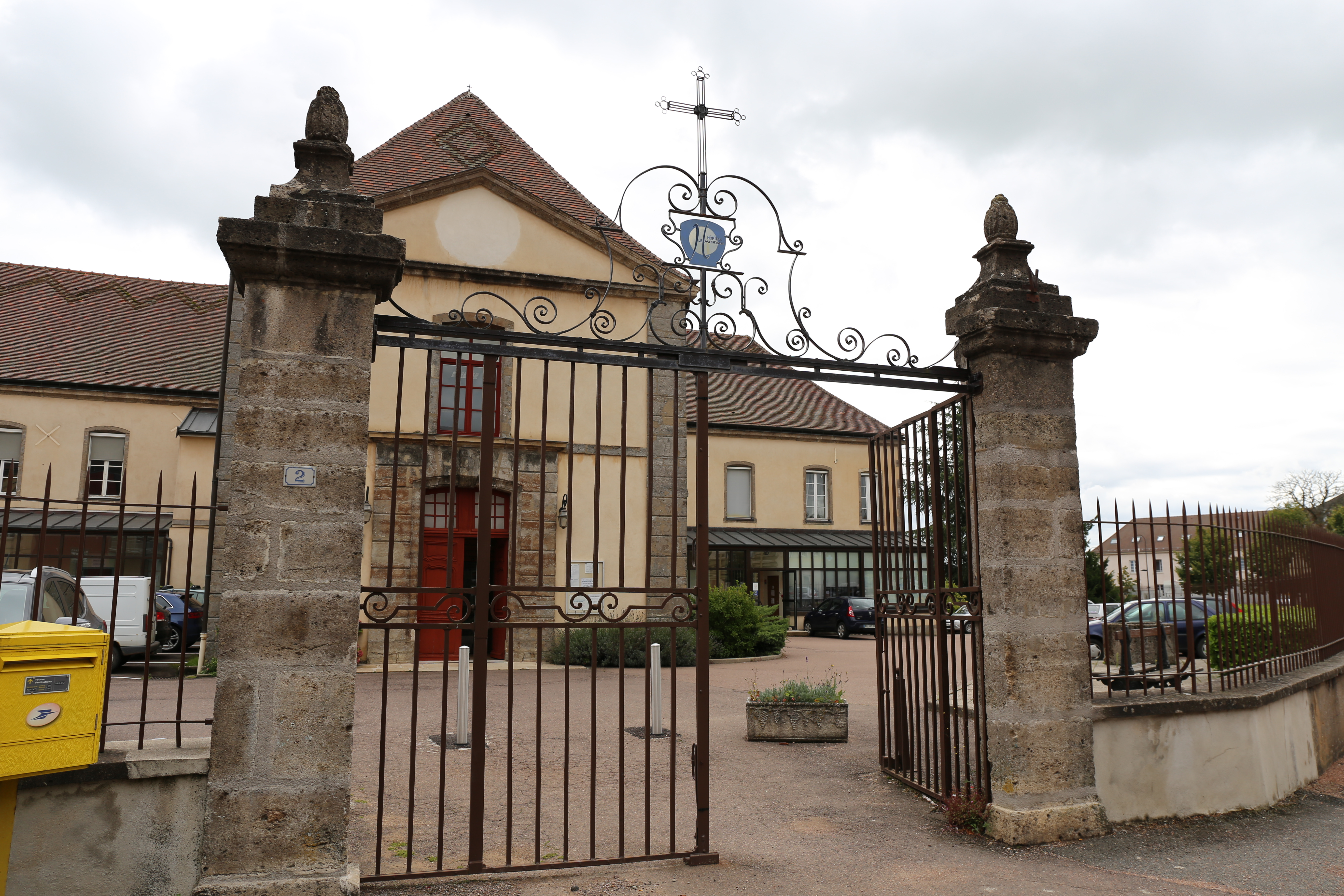
Hôpital.
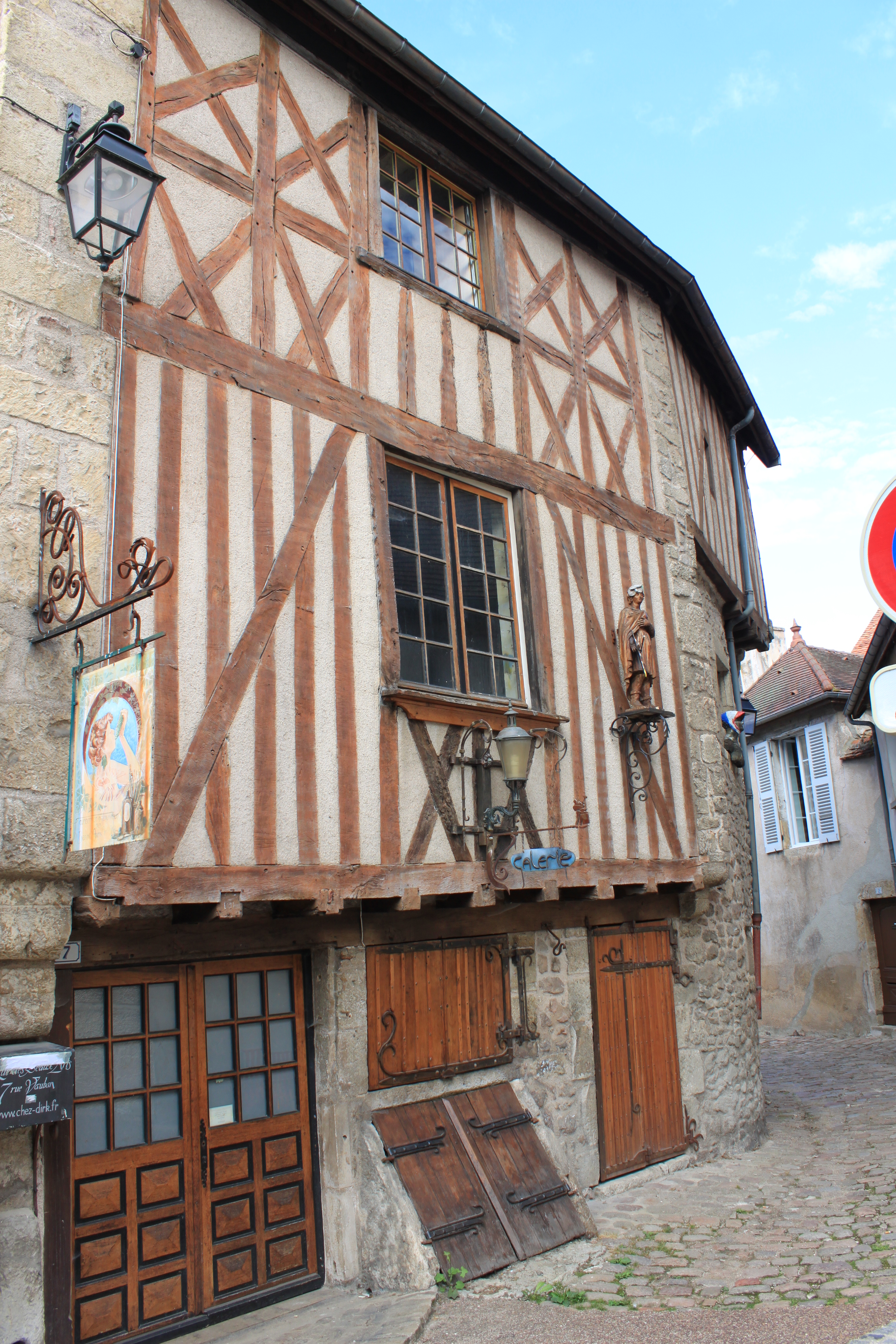
Maison.
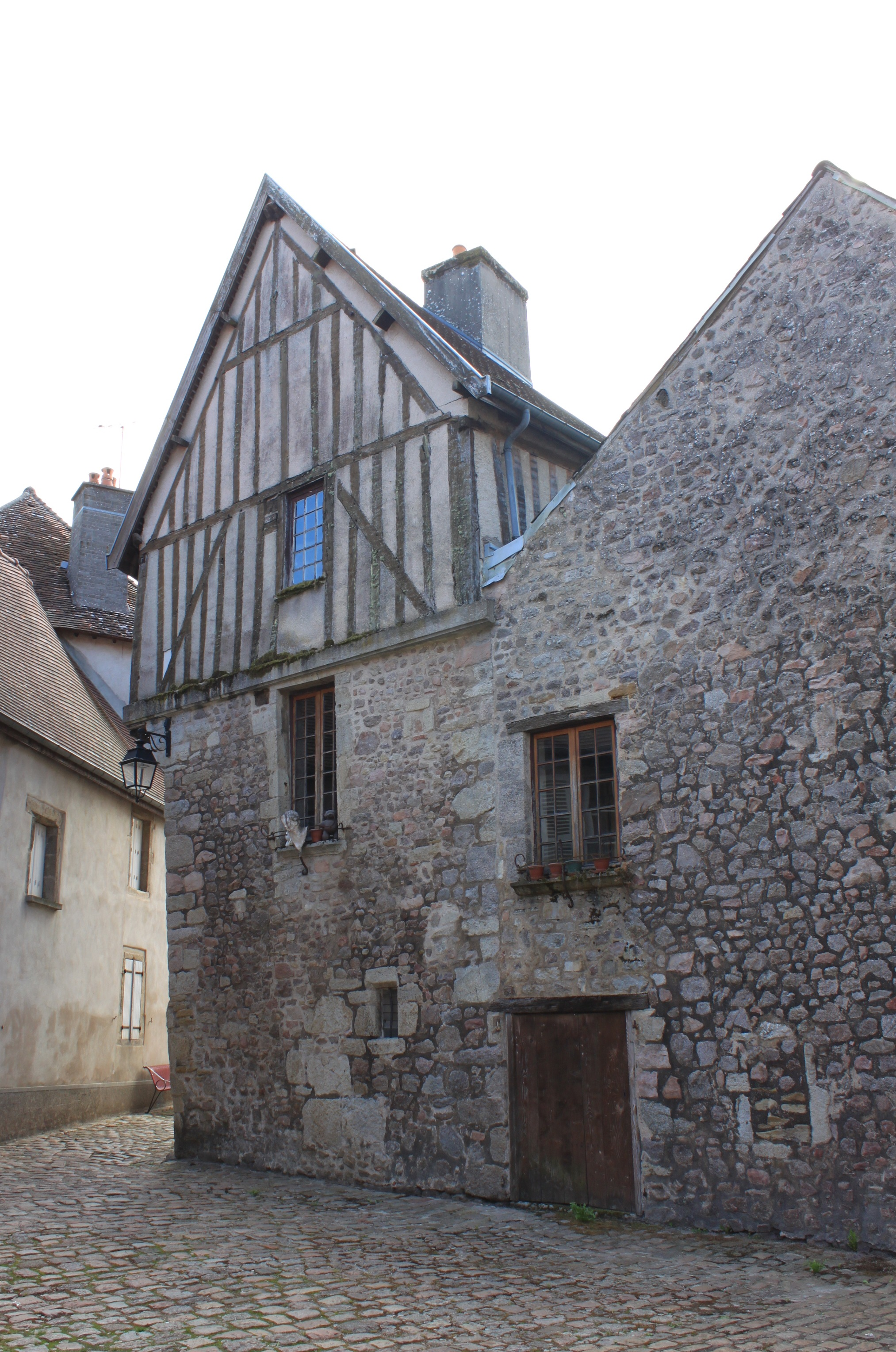
Maison.
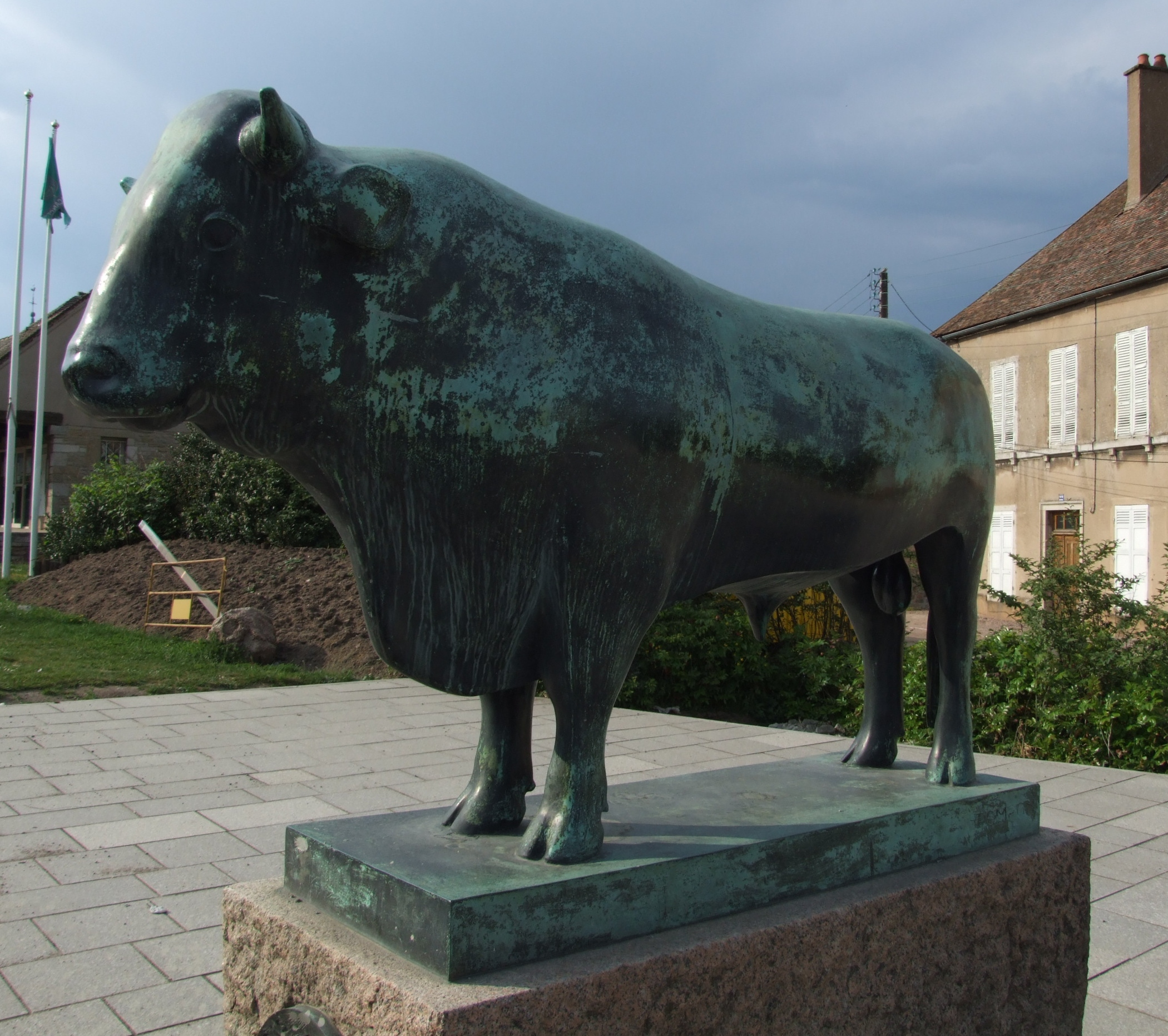
Le Taureau de Pompon.
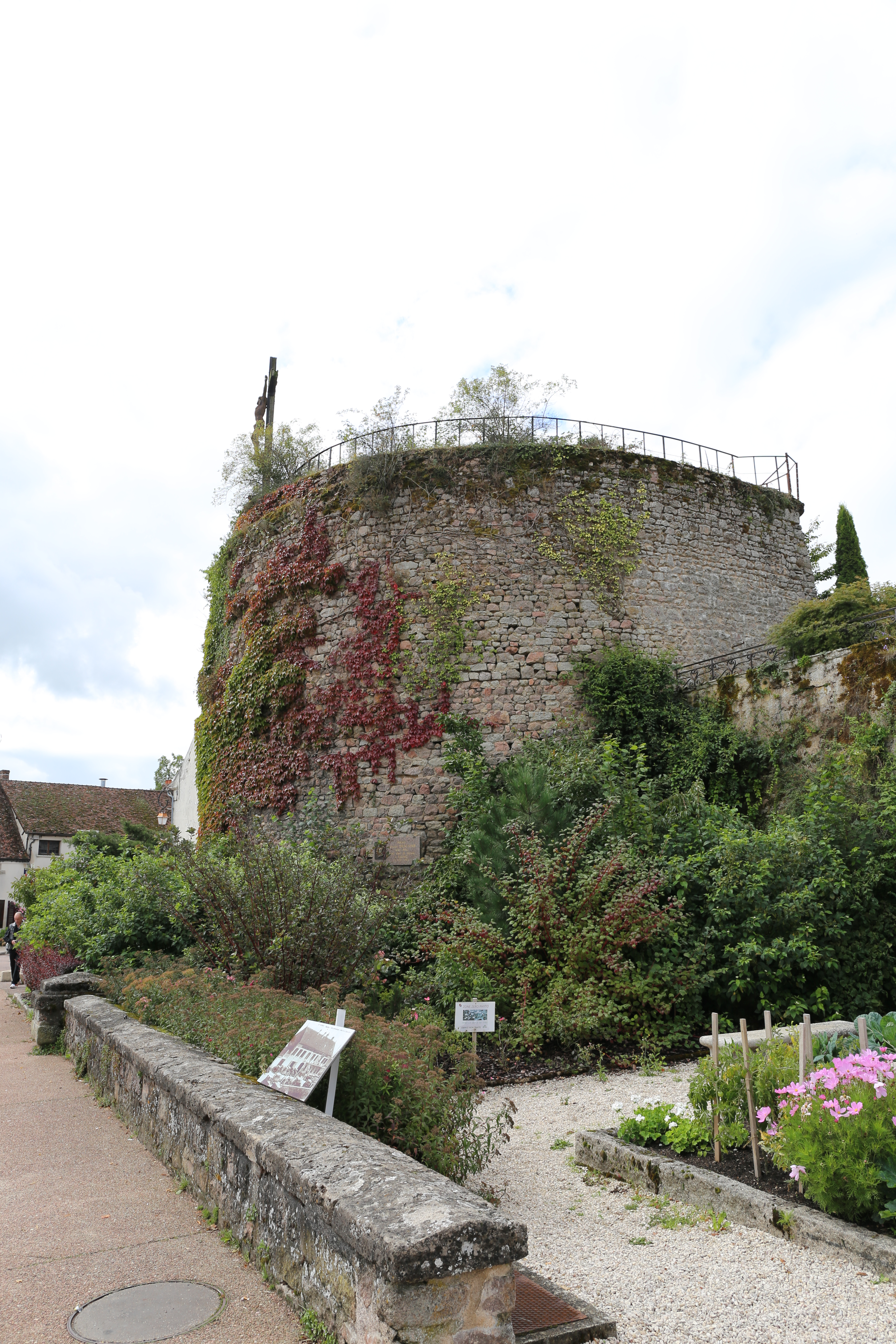
Tour d'Auxois.

### Environnement
Saulieu fait partie du parc naturel régional du Morvan depuis sa création en 1970.
En raison de ses efforts pour la qualité de son environnement nocturne, la commune a été labellisée « Ville 1 étoile », en 2013. Le label est décerné par l'Association nationale pour la protection du ciel et de l'environnement nocturnes (ANPCEN) et compte 5 échelons. Un panneau, disposé aux entrées de la ville, indique cette distinction.

### Personnalités liées à la commune
- Hugues de Saulieu (vers 1200 - vers 1265), premier bailli du Comté de Bourgogne.
- Edmond de Saulieu (1485 - 1552), abbé de Clairvaux au XVIe siècle.
- Claude Sallier (1685 à Saulieu - 1761), philologue, de l'Académie française.
- Claude Courtépée (1721 à Saulieu - 1781), historien.
- Claude Marie Raudot, (1801 à Saulieu - 1879) à Pontaubert), homme politique.
- Henri Moreau (1810-1890), homme politique né et mort à Saulieu, député de la Côte-d'Or de 1871 à 1876.
- François Pompon, (1855 à Saulieu - 1933) sculpteur.
- Marcel Roclore (1897 à Saulieu - 1966), médecin et homme politique.
- Jean-Émile Courtois, (1907 à Paris - 1990), professeur de pharmacie et ancien président de l'Académie nationale de pharmacie, appartient à la famille Courtois, dynastie de cinq générations de pharmaciens à Saulieu.
- Alexandre Dumaine (1895 - 1974), cuisinier.
- Jean-Claude Delafon (1918 - 2011), militaire, chef d'entreprises, a vécu dans la commune.
- Ernest Boursier-Mougenot (1933 - 2013), plasticien, historien des jardins, écrivain-jardinier, y est enterré.
- Michelle Coquillat (1942 à Saulieu - 1999), essayiste.
- Yves Afonso (1944 à Saulieu - 2018), acteur.
- Bernard Loiseau (1951 - 2003), chef cuisinier et restaurateur dans la commune.
- Patrick Bertron (né en 1962), chef cuisinier dans la commune.
- Charlotte Baut (née en 1974 dans la commune), animatrice TV.
- Myriam Motteau (née en 1978), championne du monde d'escalade qui a débuté au club d'escalade de la commune.

### Héraldique
| Blason de Saulieu | Blason  | De gueules à l'épée d'argent garnie d'or, accompagnée de trois fleurs de lis du même, une en chef, une à dextre et une à senestre.                                                                   |
| Blason de Saulieu | Détails | Malte-Brun, dans La France illustrée (1882) propose quant à lui : De gueules, à une épée d'argent posée en pal, la garde d'or. Et pour devise : HIS ARMIS. HÆ ARMA UENTUR (donc sans fleurs de lis). |